# Zvonko Benzia
Zvonko Benzia (Starigrad, 1913. – 1937.), hrvatski katolički svećenik, umro na glasu svetosti 

## Životopis
Rodio se u Starigradu.  U Senju je na filozofsko-teološkom učilištu pohađao bogosloviju (1933. – 1936.), pa nastavio u Rimu. Umro je na glasu svetosti. Benzijin životopis napisao je 1937. Hijacint Bošković (J. Zumbulov) pod naslovom Svećenička žrtva.